# Schloss Stein (Dellach im Drautal)
Schloss Stein, auch Burg Stein genannt, ist eine gut erhaltene, aus dem Mittelalter stammende Felsenburg auf einem steil aufsteigenden Felsen etwa 200 Meter über der Talsohle des Oberen Drautals in Kärnten. Sie war Mittelpunkt der gleichnamigen Herrschaft und steht auf der Südseite der Drau zwischen Oberdrauburg im Westen und Dellach im Drautal im Osten, zu dessen Gemarkung sie gehört. Nördlich der Burg liegt jenseits der Drau die Gemeinde Irschen.

## Geschichte
Schloss Stein wurde im späten 12. Jahrhundert errichtet, um das Jahr 1190 wurde es im Besitz des gräflich ortenburgischen Ministerialen Haidenrich de Lapide erwähnt. Im 13. Jahrhundert stand Burg und Herrschaft Stein im Besitz der Meinhardiner, Grafen von Görz. Urkundlich erstmals erwähnt wurde Stein im Jahre 1440, als es im Besitz der Grafen von Cilli stand. Im Jahre 1456 kam es an die habsburgischen Landesfürsten.

### Herren von Graben
Im Jahre 1500 verlieh König Maximilian I. die Herrschaft und Schloss Stein an Virgil von Graben und dessen Sohn Lukas von Graben zum Stein. Diese Linie der Herren von Graben, die Linie am Stein, nannte sich fortan Von Graben zum Stein.
Die Herren von Stein aus dem Geschlecht der Von Graben:
- Lukas von Graben zum Stein, von 1500–1550
- Hans von Graben zum Stein der Ältere, von 1550–1587/91; Sohn des vorherigen
- Hans von Graben zum Stein der Jüngere, von 1587/91–1593; Sohn des vorherigen
- Georg von Graben zum Stein, von 1593–1595; jüngerer Bruder des vorherigen
- Oswald von Graben zum Stein, von 1595–1609; Sohn des Hans, des Jüngeren
- Christof von Graben zum Stein, von 1609–1628; Sohn des vorherigen
- Christof David von Graben zum Stein, von 1628–1664; Sohn des vorherigen

Nach dem Tod des Christof David von Graben zum Stein, der keinen männlichen Erben hatte, aus der Linie am Stein im Jahr 1664 entbrannte um die mit hohen Steuerschulden belegte Herrschaft Stein ein Erbschaftsstreit bei dem sowohl die Zweite Tiroler Linie der Von Graben, abstammend von Bartholomäus (Barthlmä) von Graben, einem Sohn des Virgil von Graben, als auch die Herren von Lamberg Erbansprüche auf Stein stellten. Christof Davids entfernter Cousin Hans Karl von Graben hatte sich noch zu dessen Lebzeiten von Innsbruck aus um das Erbe bemüht. Als sich Hans Karl über die genaue Verwandtschaft zu den im kärntnerischen verbliebenen Von Graben von Stein erkundigte, musste er („muß ich) schmerzhaftest vernehmen, man vermaine, wie in Tirol wohnhaften von Graben wären aus Kärnten emigrierte Bastarden“. Hans Karl stellte daher einen genauen Stammbaum auf, in dem er eindeutig als Nachkomme des Virgil von Graben angesehen werden konnte. Nach genauer Recherche erkannte er, dass dieser aber damals aus Altersgründen doch nicht als Lehensempfänger aufgetreten zu sein schien, sondern dessen Sohn Lukas, der ältere Bruder von Hans Karls direktem Ahnen Bartholomäus von Graben. Somit war Hans Karl nur ein Seitenverwandter des ersten Lehensempfängers gewesen und laut der Erbfolge (nur im Manneslehen von Vater auf Sohn vererbbar) nicht erbberechtigt gewesen, da nur direkte Nachkommen des Lukas von Graben zum Stein erbberechtigt waren. Das Erbe fiel, da auch die Lamberger nur über die weibliche Linie mit den Von Graben zum (von) Stein verwandt waren, an die habsburgischen Landesfürsten zurück.

### Weitere Besitzer
Die Habsburger veräußerten Stein 1668 an Balthasar von Beverellis (Von Beverelli, De Pervellis). 1681 ist Stein an die von den Herren von Graben abstammenden Orsini-Rosenberg gegangen. Die Burganlage befindet sich noch heutzutage in deren Besitz und ist nicht öffentlich zugänglich.

## Baudetails
Der etwa 15 Meter hohe quadratische Bergfried wurde vom Palas getrennt errichtet und war mit diesem ursprünglich durch eine Holzbrücke verbunden. Er ist heute teilweise verfallen und dient als Aussichtsturm. Eine kunsthistorische Besonderheit stellt die in der Nordostecke befindliche Doppelkapelle dar. Zwei romanische Kapellen aus dem 15. Jahrhundert sind übereinander angeordnet und durch eine Öffnung in der Decke miteinander verbunden. Beide Kapellen, von denen eine dem Heiligen Valentin und eine dem Heiligen Martin (geschaffen von Bartlmä Firtaler) geweiht ist, bergen bemerkenswerte Schnitzstatuen sowie Gewölbemalereien des Südtiroler Künstlers Simon von Taisten.

## Weiteres

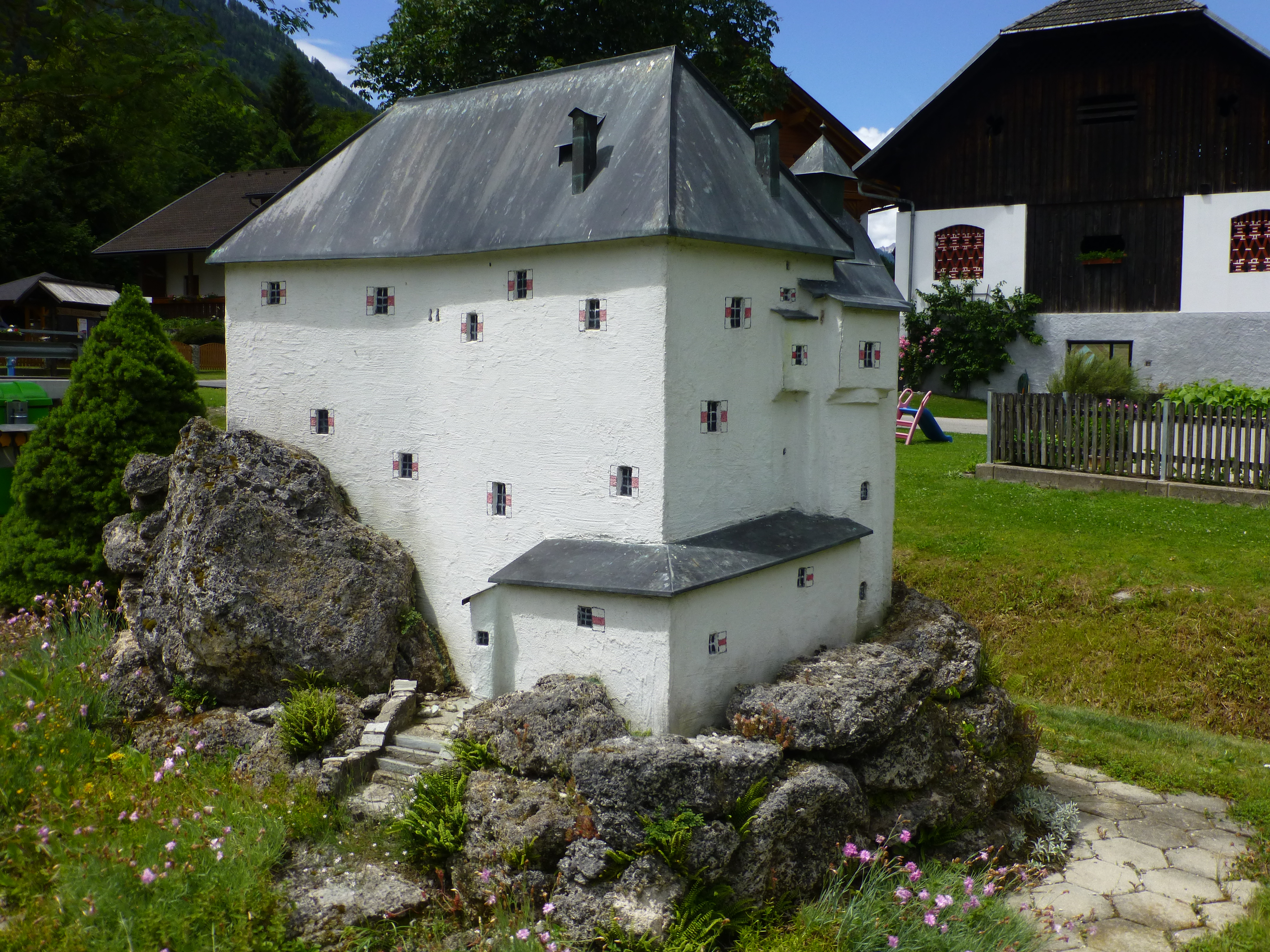
Modell in Stein

Im Dellacher Ortsteil Stein steht neben der Steiner Straße eine gemauerte Nachbildung von Schloss Stein als Modell.